# Adoretus areatus
Adoretus areatus är en skalbaggsart som beskrevs av Ohaus 1914. Adoretus areatus ingår i släktet Adoretus och familjen Rutelidae. Inga underarter finns listade i Catalogue of Life.